# Glaucorhabda
Glaucorhabda is een geslacht van kevers uit de familie bladkevers (Chrysomelidae).
De wetenschappelijke naam van het geslacht werd in 1910 gepubliceerd door Julius Weise.

## Soorten
- Glaucorhabda cyaneovittata (Fairmaire, 1880)
- Glaucorhabda latesuturata (Fairmaire, 1898)
- Glaucorhabda madagascariensis (Jacoby, 1897)